# سانوو سون
سانوو سون (بالكورية: 선우선)‏ هي ممثلة كورية جنوبية، ولدت يوم 21 مارس 1975 في إنتشون في كوريا الجنوبية.

## روابط خارجية
- سانوو سون على موقع IMDb (الإنجليزية)